# Luke Benward
Lucas Aaron "Luke" Benward (født 12. maj 1995) er en amerikansk skuespiller og sanger. Han er bedst kendt for sin hovedrolle som Billy i How to Eat Fried Worms , samt som Will i Disney-filmen Cloud 9 og som Charlie Tuttle i Disney Channel Original Movie, Minutemen. Han spiller også Bo i filmen Dumplin' fra 2018.

## Opvækst
Benward er født i Franklin, Tennessee søn af sing/song writeren Aaron Benward og Kenda (født Wilkerson) Benward. Hans far var med i country-duoen Blue County. Hans mor havde en deltidsstilling som skuespiller, model og som underviser i skuespil. Hans bedstefar var den moderne kristne musiker Jeoffrey Benward. Han har to yngre søstre, Gracie og Ella.
Benward er født ind i kristen familie, hvilket især afspejles i hans musik – som omhandler de typiske kristne værdier som næstekærlighed og tilgivelse, men også om overgangen fra barn til voksen.

## Karriere
Benwards skuespilskarriere startede, da han som femårig fik rollen som David Moore, søn af Mel Gibsons figur, i filmen We Were Soldiers i 2002. Da han ikke havde lært at læse tilstrækkeligt til at kunne læse op fra et manuskript, havde han indlært hele det amerikanske troskabsløfte, hvilket sikrede ham rollen.  Herfra havde han en mindre rolle i musikvideoen til Martina McBrides sang "Concrete Angel" fra 2002, hvor han spiller den lille dreng, der hjælper den mishandlede pige sangen handler om.
Han blev først et kendt ansigt i 2006, hvor han spiller Billy Forrester i børnefilmen How to Eat Fried Worms, som han vandt en Young Artist Award i kategorien "Best Young Ensemble in a Feature Film" for. Han fortsatte herfra med at have mindre roller i som Nicky i Mostly Ghostly og som Stevie Dewberry i familiefilmen Because of Winn-Dixie.
Benward modtog danseundervisning af Nick Bass gennem fire år. Bass er kendt for at have undervist Britney Spears, Chris Brown, Christina Aguilera og Michael Jackson. 
Den næste rolle blev som Charlie Tuttle i Disney Channels film Minutemen i 2008, derefter som den 14-årige autist Alan i Dear John. Benward vendte så tilbage til Disney Channel originale film, ved at spille Skylar Lewis' (Olivia Holt) flirt Ryan Dean i filmen Girl vs. Monster.
Benward udgav sit første album, Let Your Love Out, 5. januar 2009, som indeholdt fem sange. Albummet blev lavet sammen med pladeselskabet Crowd Productions, der også har bl.a. kunstnere som Hilary Duff, India.Arie, Backstreet Boys, Mat Kearney, Death Cab for Cutie og Jonas Brothers i sin stald. Kort forinden, i 2008, havde han turneret med den kristne musikgruppe iShine LIVE i 50 byer i USA, hvor han havde optrådt med sin egen musik.  Han har indtalt rollen som disciplen Mark i "The Word of Promise – Next Generation New Testament", en dramatiseret lydbibel for teenagere.
Benward har optrådt i forskellige reklamer, bl.a. for Nintendo, McDonald's, Willy Wonka, American Express og Hamburger Helper.
Det var dog først på førsteåret i highschool i 2012, at Benward indså, at han ville gøre skuespillet til en levevej og hele familien flyttede derfor til Los Angeles. Kort efter fik han den tilbagevendende rolle som Matthew Pearson, Emily Hobbs' ekskæreste (Ryan Newman) i serien See Dad Run. Han var i 2014 igen med i en Disney Channel-film, Cloud 9, overfor Liv and Maddie-stjernen Dove Cameron og optrådte herefter som Beau, Teddys kæreste, i seks afsnit af Good Luck Charlie, hvilket genforenede med hans Minutemen-kollega Jason Dolley. Han optrådte som Thor i tredje sæsons premieren af Disney Channel-serien Girl Meets World i 2016.
Benwards voksne skuespilskarriere bwgyndte med roller i de populære film Life of the Party (2018) og Dumplin' (2018), hvor han har romantiske forhold til hovedpersonerne.

## Privatliv
Benward er katolik. Han holder meget af at se amerikansk football og at danse.
Siden 2020 har Benward dannet par med skuespilleren Ariel Winter. Parret havde været venner længe, inden de blev kærester, hvilket Winter har udtalt, at de ser som en stor velsignelse. 

## Filmografi

### Film
| År   | Titel                          | Rolle                      | Noter        |
| ---- | ------------------------------ | -------------------------- | ------------ |
| 2002 | We Were Soldiers               | David Moore                |              |
| 2005 | Because of Winn-Dixie          | Steven "Stevie" Dewberry   |              |
| 2006 | How to Eat Fried Worms         | Billy Forrester            |              |
| 2008 | Mostly Ghostly                 | Nicholas "Nicky" Roland    |              |
| 2008 | Dog Gone                       | Owen                       |              |
| 2010 | Dear John                      | Alan Wheddon (som 14-årig) |              |
| 2012 | Girl vs. Monster               | Ryan Dean                  |              |
| 2014 | Field of Lost Shoes            | John Wise                  |              |
| 2018 | Life of the Party              | Jack Strong                |              |
| 2018 | Dumplin'                       | Bo Larson                  |              |
| 2018 | Measure of a Man               | Pete Marino                |              |
| 2019 | Grand Isle                     | Buddy                      |              |
| 2021 | Wildcat                        | Luke                       |              |
| 2021 | Playing God                    | Micah                      |              |
| 2021 | Living Dead Presents: Fog City | Tanner                     |              |
| 2022 | Don't Log Off                  | Adam                       | I produktion |

### Tv
| År      | Titel                          | Rolle                    | Noter                                               |
| ------- | ------------------------------ | ------------------------ | --------------------------------------------------- |
| 2002    | Family Affair                  | Jody Davis               | Afsnit: "Pilot: Parts 1 & 2"                        |
| 2008    | Minutemen                      | Charles "Charlie" Tuttle | Tv-film                                             |
| 2008    | Dog Gone                       | Owen                     |                                                     |
| 2012    | Girl vs. Monster               | Ryan Dean                | Tv-film                                             |
| 2012    | Zombies and Cheerleaders       | Zed Necrodoplis          | Tv-film                                             |
| 2012    | Madison High                   | Devin Daniels            | Tv-film                                             |
| 2012–13 | See Dad Run                    | Matthew Pearson          | 3 afsnit                                            |
| 2013    | Good Luck Charlie              | Beau Landry              | Tilbagevendende rolle (sæson 4, seks afsnit)        |
| 2013–14 | Ravenswood                     | Dillon Sanders           | Fast rolle (8 afsnit)                               |
| 2014    | Cloud 9                        | William Cloud            | Tv-film                                             |
| 2014    | The Goldbergs                  | Bruce                    | Afsnit: "The Age of Darkness"                       |
| 2014    | R.L. Stine's The Haunting Hour | Ted                      | Afsnit: "Near Mint Condition" (Season 4)            |
| 2015    | CSI: Crime Scene Investigation | Axel Vargas              | Afsnit: "Under My Skin"                             |
| 2015    | Point of Honor                 | Garland Rhodes           |                                                     |
| 2016    | Girl Meets World               | Thor                     | Afsnit: "Girl Meets High School: Parts One and Two" |
| 2016    | Pitch                          |                          | Afsnit: "The Interim"                               |
| 2017    | Still the King                 | Lloy Danderson           | Tilbagevendende rolle (sæson 2)                     |

## Discografi

### Album
| Titel             | Detaljer                                                                            |
| ----------------- | ----------------------------------------------------------------------------------- |
| Let Your Love Out | - Udgivet: 5. januar, 2009 - Format: Digital download - Pladselskab: iShine Records |

### Singles
| Titel                        | År   | Album                        |
| ---------------------------- | ---- | ---------------------------- |
| "Cloud 9" (med Dove Cameron) | 2014 | Disney Channel: Play It Loud |

### Andre optrædener
| Titel            | År   | Album                             |
| ---------------- | ---- | --------------------------------- |
| "Had Me @ Hello" | 2012 | Make Your Mark: Ultimate Playlist |

### Musikvideoer
| Titel              | År   | Instruktøre(r)                 | Note                                                    |
| ------------------ | ---- | ------------------------------ | ------------------------------------------------------- |
| "Concrete Angel"   | 2002 | N/A                            | Martina McBrides musikvideo; gæsteoptræden              |
| "That's Cool"      | 2004 | N/A                            | Blue Countys musikvideo; gæsteoptræden                  |
| "Everyday Hero"    | 2009 | Kenda Benward and Bart Conover |                                                         |
| "Make You Stay"    | 2016 | N/A                            | The Girl and the Dreamcatcher musikvideo; gæsteoptræden |
| "You Make It Easy" | 2018 | N/A                            | Jason Aldeans musikvideo                                |

## Priser og nomineringer
| År   | Pris                                | Kategori                                                                    | Arbejde                                | Resultat  |
| ---- | ----------------------------------- | --------------------------------------------------------------------------- | -------------------------------------- | --------- |
| 2007 | Young Artist Awards                 | Best Young Ensemble in a Feature Film                                       | How to Eat Fried Worms delt med castet | Vundet    |
| 2009 | Young Artist Awards                 | Best Performance in a TV Movie, Miniseries or Special - Leading Young Actor | Minutemen                              | Nomineret |
| 2019 | Madrid International Film Festival  | Best Short Comedy                                                           | Then & Now Producer, delt med castet   | Vundet    |
| 2019 | Burbank International Film Festival | Best Short Film by Women                                                    | Then & Now Producer, delt med castet   | Vundet    |
| 2020 | CinEuphoria Awards                  | Best Supporting Actor - International Competition                           | Dumplin'                               | Nomineret |